# Bobby Jones: Stroke of Genius
 Bobby Jones: Stroke of Genius és una pel·lícula estatunidenca dirigida per Rowdy Herrington, estrenada el 2004. És un drama biogràfica basat en la vida de Bobby Jones, l'únic jugador en l'esport del golf de guanyar tots quatre dels campionats principals per a homes en una sola temporada (que en eixa època consistien en The Amateur Championship a la Gran Bretanya, el U.S. Amateur, el The Open Championship i el U.S. Open). Aquesta pel·lícula és la primera per la qual el Royal and Ancient Golf Club de St. Andrews va donar una autorització de rodatge.

## Repartiment
- James Caviezel: Bobby Jones
- Clara Forlani: Mary Malone Jones
- Jeremy Northam: Walter Hagen
- Malcolm McDowell: O.B. Keeler
- Aidan Quinn: Harry Vardon
- Brett Rice: Big Bob Jones
- Connie Ray: Clara Jones

## Llançament

### Funcionament de la taquilla
La pel·lícula ho va fer malament a la taquilla amb una obertura de cap de setmana brut d'1,2 i 2.707.913 milions de dòlars en general, contra un cost de producció de 20 milions de $.